# 勒斯尼希
勒斯尼希是德国莱茵兰-普法尔茨州的一个市镇。总面积2.53平方公里，总人口423人，其中男性208人，女性215人（2011年12月31日），人口密度167人/平方公里。